# Manquehue (métro de Santiago)
Manquehue est une station de la Ligne 1 du métro de Santiago au Chili, dans la commune de Las Condes.

## Histoire
La station est ouverte depuis 2010. Son nom se réfère à l'avenue du même nom qui croise Apoquindo dans le secteur de la station. Hispanisé[Quoi ?] correspond à l'orthographe d'un mot mapudungun qui signifie «lieu de condors".